# 转角楼水库
转角楼水库，位于中华人民共和国辽宁省庄河市东部，坝址距庄河市区40千米，是湖里河干流上游上一座大（2）型水库。水库工程于1958年10月开始兴建，1960年停工，1968年续建，1969年开始蓄水。水库设计洪水位43.14米，相应库容1.42亿立方米。大坝位于青堆镇胡沟村转角楼，为黏土心墙坝，坝高24.9米，坝长197米，坝顶宽6米，坝址以上集水面积146平方千米。水库电站装机容量1660千万，设计灌溉面积8320公顷，实际灌溉水田4800公顷。凡河的丰枯流量相差很大，雨季易发生洪水，旱季又常常断流。水库建成后，使得下游湖里河两岸6600多公顷的涝洼地变为高产的水稻田。